# Gonzalo Vial
Pour les articles homonymes, voir Vial.
Gonzalo Vial Correa, né à Santiago du Chili le 29 août 1930 et mort le 30 octobre 2009  dans la même ville, est un historien, juriste et journaliste chilien, membre du conseil de défense de l'État et de celui sur l'éthique des médias sociaux. Intellectuel catholique et conservateur, proche de l’Opus Dei, il est l'auteur de la monumentale Histoire du Chili de 1891 à 1973 et le président de la fondation Educacional Barnechea. Il a été élu en 2005 intellectuel le plus influent du Chili par 112 de ses pairs issus du milieu universitaire et de la politique nationale. Il fut aussi ministre de l’Éducation nationale de 1978 à 1979 sous la dictature d'Augusto Pinochet et membre de la Commission vérité et réconciliation (1990-1991).

## Biographie
Quatrième enfant de Wenceslas Vial Correa et de Ana Sanchez, frère du médecin Juan de Dios Vial Correa, il fait ses études au Collège des Sacrés-Cœurs de Santiago puis des études de droit à l'université pontificale catholique du Chili où il obtient son diplôme en 1957 et le prix Tocornal décerné au meilleur étudiant en droit de chaque promotion.
Parallèlement il est étudiant en histoire où ses mentors sont les grands historiens chiliens Jaime Eyzaguirre, Mario Ricardo Gongora et Ricardo Krebs.
Enseignant à la faculté de droit et en sociologie de l'université pontificale catholique du Chili, il est doyen de la faculté d'histoire, de géographie et de littérature à l'Université métropolitaine de l'éducation et la Faculté d'éducation de l'Université Finis Terrae.
Au cours du second gouvernement de Carlos Ibáñez del Campo, Vial fut le secrétaire privé du ministre des Finances Jorge Prat.
Membre de l'Académie chilienne d'histoire, de laquelle il recevra le Prix Miguel Cruchaga et de l'Académie royale espagnole d'histoire, son ouvrage le plus connu est Histoire du Chili (1891-1973) qui prolonge alors l'œuvre de Francisco Antonio Encina.
Cofondateur du magazine Portada qu'il dirige de 1968 à 1972 et de Que Pasa qu'il dirige de 1971 à 1976, il sera  aussi chroniqueur pour le journal La Segunda.
Après le coup d'État du 11 septembre 1973 qu'il soutient, Vial participa à la rédaction du livre blanc du changement de gouvernement au Chili, alléguant l'existence d'un "plan Z", un projet de l'Unité populaire visant à s'emparer du pouvoir et à tuer les dirigeants de l'opposition et les commandants supérieurs des Forces armées.
En 1978 et 1979, il est ministre de l'Éducation du général Pinochet avant d'être démis de ses fonctions. Durant les années 1980, il milite pour le respect des droits de l'homme au Chili et participe au début des années 1990 à la Commission vérité et réconciliation (1990-1991) qui déboucha sur la publication du Rapport Rettig. En 1999 et 2000, il participa également à la Table ronde (1999-2000) avec les forces armées.
Il meurt d'un cancer en octobre 2009.

## Œuvres
- Historia de Chile (1891-1973) en 6 volumes  (ISBN 956-12-1429-6)
- La sociedad chilena en el cambio de siglo (1891-1920)  (ISBN 956-12-1168-8)
- Triunfo y decadencia de la oligarquía (1891- 1920)  (ISBN 956-12-1169-6)
- Arturo Alessandri y los golpes militares (1920-1925)  (ISBN 956-12-1170-X)
- La dictadura de Ibáñez (1925-1931)  (ISBN 956-12-1201-3)
- De la república socialista al frente popular (1931-1938)  (ISBN 956-12-1403-2)
- Pinochet, la biografía  (ISBN 956-239-233-3)
- Arturo Prat  (ISBN 956-13-1306-5)
- Salvador Allende: El fracaso de una ilusión  (ISBN 956-8147-09-8)

## Sources
- éditoriaux de Gonzalo Vial, La Segunda
- Entretiens avec Gonzalo Vial
- Présentation du professeur Vial, Revista de Derecho, Vol. VII, diciembre 1996, pp. 113-116
- Fondation Educacional Barnechea
- Ranking: Los intelectuales públicos más influyentes
- La biographie du général Pinochet
- Biographie détaillée par le journal La Segunda
- Nécrologie